# 鬼竜山雷八 (2代)
鬼竜山 雷八 (2代)（きりゅうざん らいはち、1876年1月2日 - 1937年12月13日）は、現在の青森県三戸郡五戸町（旧倉石村）出身で粂川部屋、友綱部屋、二枚鑑札で再度粂川部屋に所属した力士。本名は古川 仁右衛門（石松から改名）。7代粂川。166cm、75kg。最高位は東前頭筆頭。得意手は右四つ、押し、足取り。

## 経歴
明治28年（1895年）1月幕下格で初土俵。四股名は師匠の6代粂川の鬼竜山雷八と同じ。明治31年（1898年）1月に師匠が没したため、友綱部屋に転籍する。明治32年（1899年）5月新入幕。明治34年（1901年）に二枚鑑札が認められたので、友綱部屋から独立して粂川部屋を再興する。明治43年（1910年）1月力士を引退、粂川親方として鏡岩善四郎を大関に育てた。
昭和6年（1931年）6月、友綱部屋出身の二所ノ関（元関脇2代海山）が亡くなると、大関玉錦三右エ門以下二所ノ関部屋の力士たちを昭和9年（1934年）まで粂川部屋で預かった。玉錦は粂川部屋在籍時の昭和7年（1932年）5月場所に東大関で優勝、10月場所に第32代横綱に昇進（昭和に入って最初に誕生した横綱）している。のちの8代勝ノ浦の鬼竜川光雄は縁戚。

## 成績
- 通算成績：78勝111敗31休11分預　勝率.413
- 幕内成績：62勝98敗31休9分預　勝率.388
- 通算在位：24場所
- 幕内在位：20場所

## 改名歴
- 鬼竜山 雷八（きりゅうざん らいはち）1898年5月場所 - 1909年6月場所
- 粂川 雷八（くめがわ らいはち）1910年1月場所